# کاپیتان (فیلم)
کاپیتان (آلمانی: Der Hauptmann) ساخت کشور آلمان بوده که در سال ۲۰۱۷ به کارگردانی روبرت شونتکه ساخته شده‌است. اولین بار در جشنواره بین‌المللی فیلم تورنتو ۲۰۱۷ به نمایش درآمد. داستان زندگی ویلی هرولد را در هفته‌های پایانی جنگ به تصویر می‌کشد. این فیلم مورد استقبال داوران جشنواره قرار گرفت.

## عوامل فیلم
- مکس هوابچر به عنوان هرولد
- میلان پشهل به عنوان Freytag
- Frederick Lau به عنوان Kipinski
- برند هولچر به عنوان Schütte
- والدمار کوبوس به عنوان هانسن
- الکساندر فالینگ به عنوان Junker
- ساموئل فینزی راجرز
- میروسلاو دوسا به عنوان زندان گارد